# Narandiba (kommun)
Narandiba är en kommun i Brasilien.   Den ligger i delstaten São Paulo, i den södra delen av landet, 800 km sydväst om huvudstaden Brasília. Antalet invånare är 4 289.
Följande samhällen finns i Narandiba:
- Narandiba

Omgivningarna runt Narandiba är huvudsakligen savann. Runt Narandiba är det glesbefolkat, med 9 invånare per kvadratkilometer.